# Phryxe noctuarum
Phryxe noctuarum là một loài ruồi trong họ Tachinidae.